# 上沛镇
上沛镇，是中华人民共和国江苏省常州市溧阳市下辖的一个已撤销乡镇级行政单位，位于溧阳市西部。2007年并入上兴镇。

## 历史
宋代设奉安區，辖境大致在上沛、汤桥、强埠一带。明代在奉安區内设上沛步。中华民国初撤区建市、乡后，属永安市（乡公所驻南渡，下设137图）。1929年改市乡制为区－乡二级制，设上沛埠區，1935年改称第四區，下辖3镇10乡。1947年3镇10乡合并为上興埠、上沛埠、湯家橋、强埠4镇。
1949年建立县辖上沛區，当年增设汤桥区并拆分乡镇后下设東王、上興、上沛等11乡。1956年撤销汤桥区合并乡镇，下设上沛、涧北、汤桥、东王、上兴5乡。1957年撤销县辖区级建制，并撤销涧北乡、东王乡，上沛、汤桥、上兴3乡直属於溧阳县。1958年各乡改为公社，1983年复改为乡。
1988年上沛撤乡建镇，2000年初汤桥乡并入上沛镇，2007年撤销上沛镇并入上兴镇。

## 行政区划
撤销前上沛镇下辖以下地区：
上沛集镇社区、汤桥社区、万家边村、沛民村、法司塘村、龙峰村、东塘村、东张村、桥东干村、西塘村、上庙村、毛家村、缪巷村、升旗村、祠塘村、井塘村、迟荷村、蒲村村、小杨村、吐祥村、芳村村、东陵村、彭家村、圩庄村和汤桥村。                         